# Coupe de France de football 1950-1951
Navigation
Coupe de France 1949-1950 Coupe de France 1951-1952
La Coupe de France de football 1950-1951 a été remportée par le RC Strasbourg.

## Trente-deuxièmes de finale
| Division        | Club                     | Score | Club                         | Division        |
| --------------- | ------------------------ | ----- | ---------------------------- | --------------- |
| Division 2 (D2) | Olympique alésien        | 2 - 1 | CO Roche-la-Molière          | CFA (D3)        |
| Division 1 (D1) | OGC Nice                 | 2 - 0 | FC Gueugnon                  | CFA (D3)        |
| CFA (D3)        | Chamois niortais FC      | 4 - 1 | Stade macaudais              | DH (D4)         |
| Division 2 (D2) | CA Paris                 | 3 - 0 | CA Le Puy-en-Velay           | DH (D4)         |
| Division 1 (D1) | RC Paris                 | 3 - 0 | AS Béziers                   | Division 2 (D2) |
| Division 1 (D1) | Stade français FC        | 2 - 1 | AS Orléans                   | CFA (D3)        |
| Division 1 (D1) | Stade rennais UC         | 1 - 0 | CA Montreuil                 | CFA (D3)        |
| Division 1 (D1) | AS Saint-Étienne         | 1 - 0 | CO Roubaix-Tourcoing         | Division 1 (D1) |
| CFA (D3)        | UA Sedan-Torcy           | 1 - 0 | SPN Vernon                   | DH (D4)         |
| Division 1 (D1) | FC Sète                  | 3 - 1 | SC Bastidienne               | CFA (D3)        |
| Division 1 (D1) | FC Sochaux-Montbéliard   | 1 - 0 | US Le Mans                   | Division 2 (D2) |
| Division 1 (D1) | RC Strasbourg            | 5 - 3 | Nîmes Olympique              | Division 1 (D1) |
| DH (D4)         | ES Thaon-les-Vosges      | 3 - 0 | SR Delle                     | PH (D5)         |
| Division 2 (D2) | SC Toulon                | 2 - 0 | Olympique lyonnais           | Division 2 (D2) |
| Division 2 (D2) | AS Troyes-Savinienne     | 5 - 2 | Stade quimpérois             | CFA (D3)        |
| Division 1 (D1) | FC Nancy                 | 6 - 1 | Stade saint-germanois        | DH (D4)         |
| Division 2 (D2) | SO Montpellier           | 2 - 1 | RC Lens                      | Division 1 (D1) |
| CFA (D3)        | FC Annecy                | 2 - 0 | CA Vitry-sur-Seine           | DH (D4)         |
| Division 2 (D2) | RCFC Besançon            | 4 - 2 | AS Cannes-Grasse             | Division 2 (D2) |
| Division 1 (D1) | FC Girondins de Bordeaux | 2 - 1 | SM Caen                      | CFA (D3)        |
| CFA (D3)        | SO Bruay-en-Artois       | 3 - 0 | EA Guingamp                  | DH (D4)         |
| CFA (D3)        | ES Bully-les-Mines       | 3 - 2 | AS Cherbourg-Stella          | DH (D4)         |
| CFA (D3)        | SC Draguignan            | 5 - 1 | LB Châteauroux               | CFA (D3)        |
| DH (D4)         | SC Fouquières-lès-Lens   | 3 - 2 | AS Poissy                    | DH (D4)         |
| Division 1 (D1) | Le Havre AC              | 4 - 1 | Toulouse FC                  | Division 1 (D1) |
| DH (D4)         | SO L'Isle-en-Dodon       | 1 - 0 | FC Scionzier                 | CFA (D3)        |
| Division 1 (D1) | Lille OSC                | 4 - 1 | US Quevilly                  | CFA (D3)        |
| Division 1 (D1) | Olympique de Marseille   | 2 - 0 | Amiens AC                    | Division 2 (D2) |
| CFA (D3)        | SO Merlebach             | 4 - 0 | La Voulte-sur-Rhône Sportif  | DH (D4)         |
| Division 2 (D2) | FC Metz                  | 3 - 1 | Stade de Reims               | Division 1 (D1) |
| Division 2 (D2) | AS Monaco FC             | 4 - 2 | US Blanzy-Montceau-les-Mines | CFA (D3)        |
| Division 2 (D2) | US Valenciennes-Anzin    | 4 - 1 | RC Calais                    | PH (D5)         |

## Seizièmes de finale
| Division        | Club                   | Score      | Club                     | Division        |
| --------------- | ---------------------- | ---------- | ------------------------ | --------------- |
| Division 2 (D2) | Olympique alésien      | 3 - 2      | Chamois niortais FC      | CFA (D3)        |
| Division 1 (D1) | OGC Nice               | 6 - 1      | Stade rennais UC         | Division 1 (D1) |
| Division 1 (D1) | RC Paris               | 3 - 0      | SC Draguignan            | CFA (D3)        |
| Division 1 (D1) | Stade français FC      | 5 - 1      | SC Toulon                | Division 2 (D2) |
| Division 1 (D1) | AS Saint-Étienne       | 3 - 0      | SO Merlebach             | CFA (D3)        |
| CFA (D3)        | UA Sedan-Torcy         | 4 - 0      | FC Sète                  | Division 1 (D1) |
| Division 1 (D1) | RC Strasbourg          | 2 - 1      | ES Thaon-les-Vosges      | DH (D4)         |
| Division 2 (D2) | AS Troyes-Savinienne   | 3 - 1      | FC Metz                  | Division 2 (D2) |
| Division 1 (D1) | FC Nancy               | 2 - 1      | FC Girondins de Bordeaux | Division 1 (D1) |
| Division 2 (D2) | SO Montpellier         | 5 - 1      | ES Bully-les-Mines       | CFA (D3)        |
| CFA (D3)        | FC Annecy              | 2 - 1      | AS Monaco FC             | Division 2 (D2) |
| Division 2 (D2) | RCFC Besançon          | 0 - 0 a.p. | SC Fouquières-lès-Lens   | DH (D4)         |
| Division 1 (D1) | Le Havre AC            | 2 - 1      | SO L'Isle-en-Dodon       | DH (D4)         |
| Division 1 (D1) | Lille OSC              | 1 - 0      | FC Sochaux-Montbéliard   | Division 1 (D1) |
| Division 1 (D1) | Olympique de Marseille | 4 - 0      | SO Bruay-en-Artois       | CFA (D3)        |
| Division 2 (D2) | US Valenciennes-Anzin  | 2 - 0      | CA Paris                 | Division 2 (D2) |
| Match rejoué    |                        |            |                          |                 |
| Division 2 (D2) | RCFC Besançon          | 6 - 2      | SC Fouquières-lès-Lens   | DH (D4)         |

## Huitièmes de finale
| Division        | Club                  | Score      | Club                   | Division        |
| --------------- | --------------------- | ---------- | ---------------------- | --------------- |
| Division 1 (D1) | Le Havre AC           | 1 - 0      | Olympique de Marseille | Division 1 (D1) |
| Division 1 (D1) | FC Nancy              | 6 - 1      | Olympique alésien      | Division 2 (D2) |
| Division 1 (D1) | OGC Nice              | 2 - 0 a.p. | SO Montpellier         | Division 2 (D2) |
| Division 1 (D1) | RC Paris              | 4 - 0      | RCFC Besançon          | Division 2 (D2) |
| Division 1 (D1) | Stade français FC     | 2 - 1      | AS Troyes-Savinienne   | Division 2 (D2) |
| Division 2 (D2) | US Valenciennes-Anzin | 2 - 1      | Lille OSC              | Division 1 (D1) |
| Division 1 (D1) | AS Saint-Étienne      | 3 - 1      | UA Sedan-Torcy         | CFA (D3)        |
| Division 1 (D1) | RC Strasbourg         | 3 - 0      | FC Annecy              | CFA (D3)        |

## Quarts de finale
| Division                 | Club                  | Score      | Club              | Division        |
| ------------------------ | --------------------- | ---------- | ----------------- | --------------- |
| Division 1 (D1)          | AS Saint-Étienne      | 0 - 0 a.p. | Le Havre AC       | Division 1 (D1) |
| Division 1 (D1)          | FC Nancy              | 3 - 1      | Stade français FC | Division 1 (D1) |
| Division 1 (D1)          | RC Strasbourg         | 5 - 3      | OGC Nice          | Division 1 (D1) |
| Division 2 (D2)          | US Valenciennes-Anzin | 2 - 2 a.p. | RC Paris          | Division 1 (D1) |
| Matches rejoués          |                       |            |                   |                 |
| Division 1 (D1)          | AS Saint-Étienne      | 0 - 0 a.p. | Le Havre AC       | Division 1 (D1) |
| Division 2 (D2)          | US Valenciennes-Anzin | 1 - 0      | RC Paris          | Division 1 (D1) |
| Match rejoué une 3e fois |                       |            |                   |                 |
| Division 1 (D1)          | AS Saint-Étienne      | 5 - 1      | Le Havre AC       | Division 1 (D1) |

## Demi-finales
| Division        | Club                  | Score | Club             | Division        |
| --------------- | --------------------- | ----- | ---------------- | --------------- |
| Division 1 (D1) | RC Strasbourg         | 3 - 1 | FC Nancy         | Division 1 (D1) |
| Division 2 (D2) | US Valenciennes-Anzin | 3 - 1 | AS Saint-Étienne | Division 1 (D1) |

## Finale
La finale est jouée le samedi 6 mai 1951 sur le terrain du Stade Yves-du-Manoir à Colombes. L'US Valenciennes-Anzin participe pour la première fois dans son histoire une finale de Coupe de France étant un club de 2e division.
De son côté le RC Strasbourg participe à leur troisième finale après leurs deux défaites en 1937 face au FC Sochaux-Montbéliard et en 1947 face à Lille.
| Dimanche 6 mai 1951 | RC Strasbourg (D1)              | 3 - 0   | US Valenciennes-Anzin (D2) | Stade Yves-du-Manoir, Colombes               |                                              |
|                     | Bihel 24e · Krug 34e · Nagy 87e | (2 - 0) |                            | Spectateurs : 61 492 Arbitrage : Paul Olivia | Spectateurs : 61 492 Arbitrage : Paul Olivia |

| RC Strasbourg | US Valenciennes-Anzin |

| RC Strasbourg : |  |                    |
|                 |  |                    |
| GB              |  | Lucien Schaeffer   |
| DF              |  | René Démaret       |
| DF              |  | René Hauss         |
| DF              |  | Michal Wawrzyniak  |
| MT              |  | Raymond Krug       |
| MT              |  | Aleksandrs Vanags  |
| AT              |  | Michel Jacques     |
| AT              |  | René Bihel         |
| AT              |  | Claude Battistella |
| AT              |  | Edmond Haan        |
| AT              |  | André Nagy         |
| Entraîneur :    |  |                    |
| Charles Nicolas |  |                    |

| US Valenciennes-Anzin : |  |                    |
|                         |  |                    |
| GB                      |  | Félix Witkowski    |
| DF                      |  | Antoine Pazur      |
| DF                      |  | Simon Blaczyk      |
| DF                      |  | Marcel Gaillard    |
| MT                      |  | Grégoire Izidorzyk |
| MT                      |  | Émile Wassmer      |
| MT                      |  | Marcel Leturgeon   |
| MT                      |  | Marius Rozé        |
| AT                      |  | Carlos Verdeal     |
| AT                      |  | Émile Vrand        |
| AT                      |  | Pierre Goffart     |
| Entraîneur(s) :         |  |                    |
| Henri Pérus             |  |                    |

## Nombre d'équipes par division et par tour
| Divisions / Manches | 1/32e de f. | 1/16e de f. | 1/8e de f. | 1/4 de f. | 1/2 f. | Finale | Vainqueur |
| ------------------- | ----------- | ----------- | ---------- | --------- | ------ | ------ | --------- |
| Division 1          | 18          | 13          | 9          | 7         | 3      | 1      | 1         |
| Division 2          | 14          | 9           | 5          | 1         | 1      | 1      | -         |
| CFA                 | 18          | 7           | 2          | -         | -      | -      | -         |
| DH                  | 12          | 3           | -          | -         | -      | -      | -         |
| PH                  | 2           | -           | -          | -         | -      | -      | -         |
| Total               | 64          | 32          | 16         | 8         | 4      | 2      | 1         |